# François Braud
François Braud (Pontarlier, 27 luglio 1986) è un ex combinatista nordico francese.

## Biografia
In Coppa del Mondo ha esordito il 25 dicembre 2005 a Kuusamo (44°) e ha ottenuto il primo podio il 14 gennaio 2011 a Seefeld in Tirol (3°).
In carriera ha preso parte a quattro edizioni dei Giochi olimpici invernali, Torino 2006 (42° nell'individuale, 5° nella gara a squadre), Vancouver 2010 (34° nel trampolino normale, 15° nel trampolino lungo, 4° nella gara a squadre), Soči 2014 (20º nel trampolino normale, 13º nel trampolino lungo, 4º nella gara a squadre) e Pyeongchang 2018 (15º nel trampolino normale, 15º nel trampolino lungo, 5º nella gara a squadre), e a sette dei Campionati mondiali, vincendo cinque medaglie.
Ritiratosi dalle competizioni nel 2019, un anno dopo ha sposato l'ex saltatrice con gli sci italiana Elena Runggaldier.

## Palmarès

### Mondiali
- 5 medaglie:
  - 2 ori (gara a squadre dal trampolino normale a Val di Fiemme 2013; sprint a squadre dal trampolino lungo a Falun 2015)
  - 1 argento (individuale dal trampolino lungo a Falun 2015)
  - 2 bronzi (gara a squadre dal trampolino normale a Falun 2015; individuale dal trampolino lungo a Lahti 2017)

### Mondiali juniores
- 3 medaglie:
  - 1 oro (individuale a Kranj 2006)
  - 2 argenti (gara a squadre a Schonach 2002; gara a squadre a Rovaniemi 2005)
  - 1 bronzo (gara a squadre a Sollefteå 2003)

### Coppa del Mondo
- Miglior piazzamento in classifica generale: 12º nel 2015 e nel 2017
- 12 podi (2 individuali, 10 a squadre):
  - 2 secondi posti (1 individuale, 1 a squadre)
  - 10 terzi posti (1 individuale, 9 a squadre)